# Eupithecia cichisa
Eupithecia cichisa là một loài bướm đêm trong họ Geometridae.